# Rockquiem
Rockquiem - based on W. A. Mozart (2003) è uno spettacolo di musica e danza per coro, orchestra e rock band che reinterpreta il requiem KV 626 di Wolfgang Amadeus Mozart in chiave rock.
Nato da un'idea del musicista e produttore ceco Daniel Landa e del direttore del Nuovo Teatro Comunale di Bolzano Manfred Schweigkofler, il Rockquiem è stato composto nel 2002 da Stefan Wurz.
La prima mondiale è stata tenuta al Smetana Hall all'Obecní dům di Praga il 3 agosto 2003. La versione teatrale ha invece visto il suo debutto l'8 aprile 2004 al Nuovo Teatro Comunale di Bolzano.
Il Rockquiem è stato successivamente rappresentato in diversi paesi europei e varie manifestazioni, tra cui lo Szeged Open Air Festival in Ungheria e il Bergen Opera Festival in Norvegia.
In Italia attualmente è rappresentato dall'Orchestra giovanile La Réjouissance diretta da Elisabetta Maschio.